# تحلیلگر آنلاین کلان
تحلیلگر آنلاین کلان (انگلیسی: Massive Online Analysis)